# Umleiten unter erleichterten Bedingungen

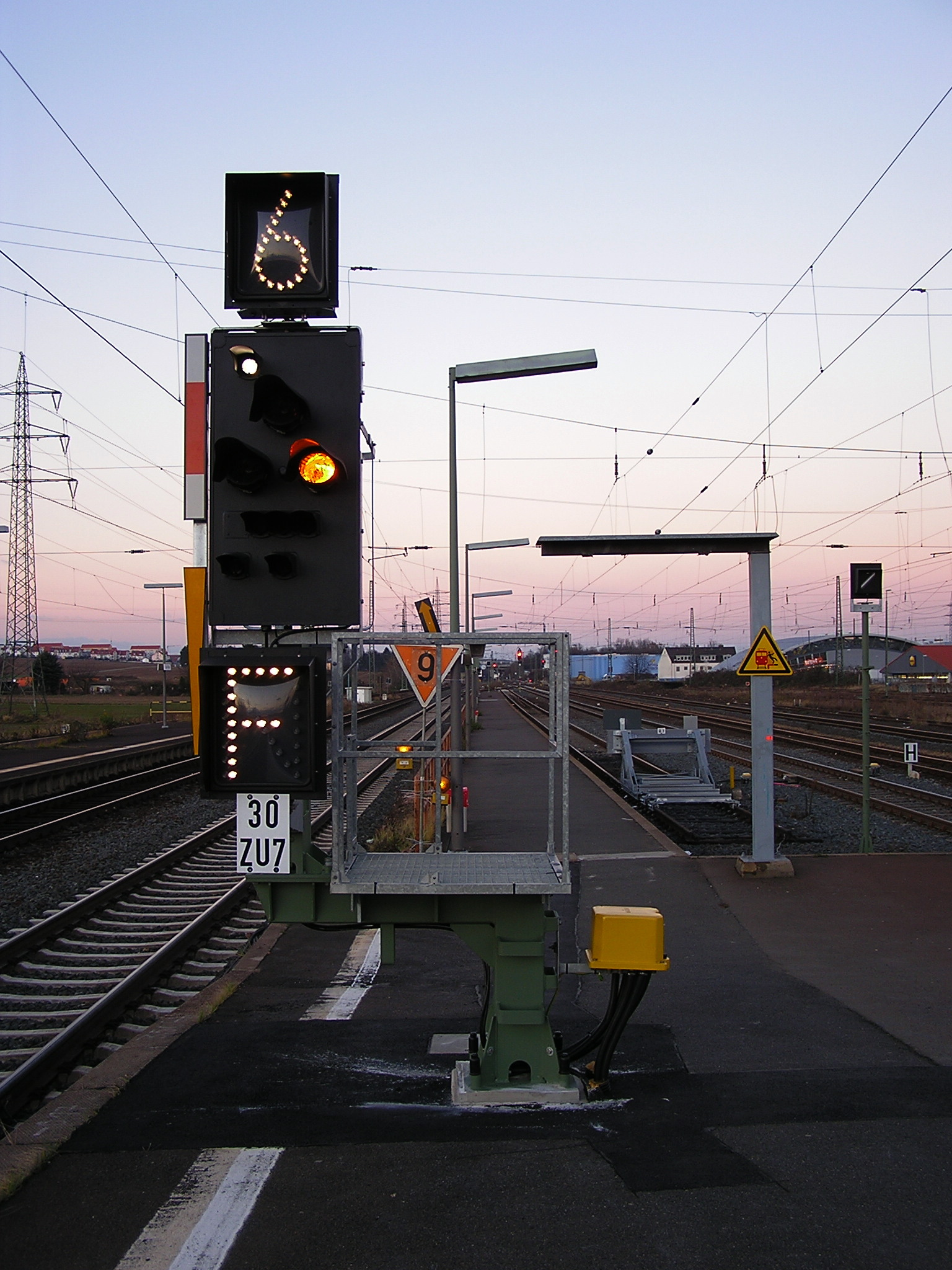
Ks-Signal als Hauptsignal mit Geschwindigkeits- und Richtungs-anzeiger (Signal Zs 2 und 3). Signalbegriff: Halt erwarten, 60 km/h, Richtung: F (hier: Friedberg)

Beim Umleiten unter erleichterten Bedingungen werden die Angaben zu einer möglichen Umleitung und deren Erkennungsmerkmal in die betrieblichen Fahrplanunterlagen eingearbeitet, um bei Bauarbeiten und Betriebsstörungen an Bahnstrecken die Umleitung des Fahrbetriebs über eine parallel verlaufende Strecke zu vereinfachen. Wo Umleiten unter erleichterten Bedingungen nicht zugelassen ist, ist eine Fahrplan-Mitteilung zum Bekanntgeben der Fahrplanangaben erforderlich.
Durch einen Richtungsanzeiger, eine andere Stellung eines Hauptsignals oder eine mündliche Verständigung wird der Triebfahrzeugführer über die Umleitung informiert und kann dem Fahrplan den geänderten Fahrtweg sowie entsprechende Ersatzhalte entnehmen.

## Beispiel
Wird der Triebfahrzeugführer eines von Essen Hbf nach Bochum Hbf verkehrender Regionalzugs über einen Geschwindigkeits- oder Richtungsanzeiger informiert, dass die Fahrstraße entgegen dem eigentlichen Linienweg Richtung Steele verläuft, kann er dem Fahrplan entnehmen, dass er statt in Essen-Kray Süd und Wattenscheid in Essen-Steele und Wattenscheid-Höntrop halten soll.